# Agnieszka Barłóg
Agnieszka Barłóg, z domu Wojtasik (ur. 3 marca 1909 w Sielcu, zm. 11 stycznia 1994 w Morawicy) – pisarka polska, działaczka społeczno-polityczna, nauczycielka, zielarka.

## Życiorys
Pochodziła z ubogiej, wielodzietnej rodziny chłopskiej, była córką Walentego i Agnieszki z domu Soja. Wobec trudności materialnych rodziny, w wieku 4 lat trafiła pod opiekę ks. Marcina Snopka, który zajmował się wychowaniem i kształceniem dzieci najbiedniejszych lub osieroconych w okolicy; Wojtasikówna była siódmą jego wychowanką i kilkakrotnie zmieniała miejsce zamieszkania, w zależności od pracy duszpasterskiej opiekuna. Od 10. roku życia uczęszczała do gimnazjum w Staszowie. W 1922, po kolejnym przeniesieniu ks. Snopka, podjęła naukę w III klasie gimnazjum w Miechowie. Rok później opiekun zmarł i Wojtasikówna powróciła do rodziców, ale wobec sprzeciwu ojca co do jej dalszej nauki, uciekła z domu do Miechowa, gdzie miała szkołę i stancję opłacone na pewien czas z góry. Potem przebywała u szarytek w Warszawie; rekomendowana przez zakonnice kuratorowi w Lublinie, od 1924 kontynuowała tam naukę w prywatnym seminarium nauczycielskim, łącząc obowiązki szkolne z pracą zarobkową. 20 czerwca 1927 uzyskała świadectwo dojrzałości i uprawnienia do wykonywania zawodu nauczycielskiego.
Początkowo pracowała jako guwernantka w Warszawie, a od 1929 jako nauczycielka w Szkole Gospodarczej w zakopiańskich Kuźnicach. W tym czasie wyszła za mąż za nauczyciela Stanisława Barłoga, którego poznała w 1927. Na rok 1932 przypadł jej debiut literacki (opowiadanie Zbłąkana owieczka na łamach "Wici", ogłoszone w sekrecie przed mężem), urodzenie syna Stanisława Witolda (został później inżynierem) oraz podjęcie pracy nauczycielskiej w Kazimierzy Wielkiej. W tej miejscowości nie przyszło jej jednak pracować długo; małżonkowie zaangażowali się w ruch ludowy "Wici", a Stanisław Barłóg uzyskał opinię radykalnego działacza, krytycznego wobec wiejskiej administracji. W 1935 Barłogowie zmuszeni zostali do przeniesienia się do Piotrkowic. Stanisław Barłóg nie zaprzestał tam działalności – postrzegany przez władze jako "wichrzyciel", za oskarżanie lokalnych polityków o niekompetencję i biurokrację stanął w grudniu 1936 przed sądem. Sekundowała mężowi Agnieszka Barłóg, której noweli Co się dzieje w miejscowości P.? nie dopuściła w lutym 1937 do druku cenzura; pismo "Po Prostu", które miało tę nowelę zamieścić, demonstracyjnie pozostawiło puste miejsce. Nowela stanowiła krytykę członków władz piotrkowickich, wykorzystujących urzędy do mnożenia własnych korzyści majątkowych. Agnieszka Barłóg deklarowała się zarazem jako antyklerykalistka, protestująca przeciwko wykorzystywaniu przez księży niewiedzy prostych mieszkańców wsi.
W chwili wybuchu II wojny światowej Barłogowie spędzali letnie wakacje w rodzinnej wsi Agnieszki, Sielcu. Stanisław Barłóg wyruszył na front, usiłując bez powodzenia dostać się do macierzystej jednostki w Pińczowie; powrócił w połowie października 1939 i niebawem małżonkowie znaleźli się ponownie w Piotrkowicach, gdzie Agnieszka kontynuowała pracę w szkole; oboje także włączyli się aktywnie do pracy konspiracyjnej, ich mieszkanie stało się w grudniu 1939 siedzibą tajnej drukarni. Stanisław pozostawał w kontakcie z dawnymi kolegami z „Wici”, Agnieszka odgrywała rolę łączniczki. W marcu 1940 Barłóg został aresztowany przez Niemców i 12 czerwca tegoż roku rozstrzelany w lesie kieleckim w zbiorowej egzekucji. Po śmierci męża Agnieszka Barłóg nie zaprzestała udziału w konspiracji, prowadziła tajne nauczanie dla dzieci żydowskich, w polskiej szkole prowadziła konspiracyjne zajęcia z historii i geografii. Od 1943 ukrywała żydowską dziewczynkę, którą po wojnie przysposobiła. Mieszkanie jej stało się stałym punktem kontaktowym kieleckiego podziemia. Przechowywała broń dla oddziałów partyzanckich, udzielała się także jako sanitariuszka.
W styczniu 1945 przystąpiła do organizacji władzy ludowej w Kielcach. Przypadły jej zadania cenzorskie, była naczelnikiem Urzędu Informacji i Propagandy w Kielcach, nadzorowała wydawanie i kolportaż prasy, zakładała oddziały "Ruchu" we wsiach i miasteczkach ziemi kieleckiej. Niebawem została przeniesiona na Pomorze Zachodnie i jako kierowniczka oddziału Urzędu Informacji i Propagandy w Koszalinie organizowała w pobliskich miejscowościach koła Ligi Kobiet. W 1945 uczestniczyła w I zjeździe Polskiej Partii Robotniczej w Warszawie. W latach 1946–1947 pracowała w Szczecinie, gdzie jako pracownik Urzędu Przysposobienia Rolniczo-Wojskowego odpowiadała za poziom oświaty rolniczej zarówno w ogólnych placówkach oświatowych, jak i wyspecjalizowanych szkołach rolniczych. W 1947 odebrała z rąk prezydenta Bieruta Złoty Krzyż Zasługi.
Od stycznia 1948 ponownie pracowała w Kielcach. Kierowała referatem oświaty rolniczej w miejscowym Urzędzie Wojewódzkim, udzielając się jednocześnie w szeregu organizacji społecznych; była członkiem Związku Bojowników o Wolność i Demokrację (pełniła funkcję sekretarza Koła Kombatantek) i Towarzystwa Przyjaciół Dzieci. Po ciężkiej chorobie, którą przeszła w latach 1957–1958, Agnieszce Barłóg przyznano rentę inwalidzką II grupy; była nadal aktywną działaczką społeczną, pracowała też m.in. jako wychowawczyni w internacie Medycznego Studium Zawodowego.
W latach 70. XX wieku Agnieszka Barłóg powróciła do prób literackich. W kolejnych latach ogłaszała, głównie w kieleckim magazynie społeczno-kulturalnym „Przemiany”, liczne opowiadania wspomnieniowe. W 1974, 1978 i 1980 ukazywały się kolejne części trylogii autobiograficznej – Walkowa Pani, Przystanek Agaty, Szara Myszka. Od 1979 Barłóg była członkiem Związku Literatów Polskich. Realizowała także swoją inną pasję – zielarstwo; jej nazwisko znalazło się w ogólnopolskim informatorze o bioterapeutach i zielarzach, opublikowała też, w formie autobiograficznej gawędy, zbiór praktycznych porad Zielarskie praktyki Agaty (1986).
Poza wspomnianym Złotym Krzyżem Zasługi była odznaczona Krzyżem Kawalerskim Orderu Odrodzenia Polski, Krzyżem Partyzanckim, Medalem 10-lecia Polski Ludowej, Odznaką 1000-lecia Państwa Polskiego i innymi odznaczeniami oraz dyplomami. W 1973 otrzymała nagrodę Ministra Oświaty i Wychowania I stopnia w uznaniu całokształtu pracy pedagogicznej. Zmarła po wieloletniej chorobie 11 stycznia 1994 w Morawicy pod Kielcami, pochowana została na Starym Cmentarzu w Kielcach.

## Twórczość
Dorobek literacki Agnieszki Barłóg stanowią cztery książki (w tym literacki poradnik zielarski) oraz kilkanaście opowiadań, przede wszystkim w formie wspomnieniowej, z których część weszła następnie do opublikowanych powieści. Ponadto autorka pozostawiła kilka utworów w rękopisie. Charakterystyczna dla twórczości Barłóg jest kilkudziesięcioletnia przerwa, wypełniona aktywnością społeczną i zawodową; między opowiadaniem Co się dzieje w miejscowości P.?, wstrzymanym przez cenzurę, a publikacją opowiadania Mój, a nie mój, upłynęły 34 lata. Była pisarką przekonaną o słuszności swoich lewicowych i antyklerykalnych przekonań politycznych, którym dawała wyraz w swojej twórczości.
Barłóg to autorka osadzająca akcję mocno w znanych sobie realiach, pisząca z perspektywy autobiograficznej. W swoich najobszerniejszych dziełach, trylogii Walkowa Pani, Przystanek Agaty, Szara Myszka, narratorką uczyniła swój literacki odpowiednik, nauczycielkę Agatę Mierzwę (Dziunię). W Walkowej Pani przedstawiła jej losy przedwojenne, w Przystanku Agaty okres okupacji, w Szarej Myszce pierwsze lata po wojnie (ze skrótowym uwzględnieniem wydarzeń aż do 1970). Przewijają się w utworach takie wątki, jak los radykalnych nauczycieli w małej miejscowości, aresztowanie i śmierć męża (w powieściach – Stefana Mierzwy) z rąk Niemców, udział w komunistycznej pracy propagandowej po 1945 (łącznie z takimi szczegółami, jak udział w zjeździe PPR czy odznaczenie krzyżem Orderu Odrodzenia Polski).
W mniejszych formach literackich Agnieszka Barłóg również wykorzystywała wątki autobiograficzne, także z pozycji nauczycielki Agaty (dotyczy to zwłaszcza utworów powojennych). Wątki tych utworów na tyle korespondowały z akcją powieści wspomnianej wyżej trylogii, że część z nich weszła później do samych powieści. Tematy okupacyjne autorka poruszała w opowiadaniach 17 marca (o egzekucji kilkunastu młodych ludzi na wiejskim cmentarzu), Wrzesień pod Wiślicą (wydarzenia pierwszych dni wojny), "Podać nazwiska - mąż będzie wolny" (przesłuchanie i pobicie na gestapo), Józek wrócił nad ranem, Manifest, Wigilia w mroku, Ewunia. Okres przedwojenny został zaprezentowany w utworach Mój, a nie mój (w którym autorka przedstawiała swoje spory z ojcem co do dalszej nauki), "Siadaj, mała zakonniczko!", Pomór, Powrót oraz oczywiście w pracach powstałych przed 1939 – Co się dzieje w miejscowości P.?, Wszystkich Świętych, Zbłąkana owieczka (jedyny utwór bez wątków autobiograficznych), Opowieść góralska. Powojenne tematy w twórczości Agnieszki Barłóg przynoszą opowiadania Urszula, Syn, Ewunia oraz relacja z delegacji z ramienia Towarzystwa Przyjaciół Dzieci w rodzinnym domu dziecka w Doubi w Czechosłowacji W dziecięcej wiosce.
Agata Mierzwa stała się również narratorką opowieści zielarskich Zielarskie praktyki Agaty. Autorka zawarła w tym zbiorze szereg porad, które w ciągu życia zastosowała czy to na sobie, czy na osobach najbliższych, czy wreszcie zasłyszała od znajomych i zaprzyjaźnionej doświadczonej zielarki. Przypadki opisanych wyleczeń pokrywały się zarówno z biografią samej autorki (np. po pobiciu na gestapo), jak i z wątkami znanymi z jej utworów.
Z utworów Barłóg nieopublikowane pozostały wspomnienia Mój syn (opowiadanie Syn, które ukazało się w piśmie "Słowo. Almanach literacki", stanowiło ich zapowiedź), powieść Prawdomówność w wychowaniu (złożona do druku w Wydawnictwie Łódzkim w 1984, ale nieskierowana do druku po negatywnej recenzji), zwierzenia odnośnie do pracy zawodowej i twórczej oraz życia osobistego Realne życie. Pisarka pracowała ponadto nad czwartą częścią losów Agaty Mierzwy, dotyczącą lat 70. i 80. XX wieku, której nadała roboczy tytuł Życzliwość zostaje; powieść nie została jednak ukończona.

### Nota bibliograficzna
Powieści wchodzące w skład trylogii o losach Agaty Mierzwy wydane zostały przez Wydawnictwo Łódzkie – Walkowa Pani w 1974, Przystanek Agaty w 1978, Szara Myszka w 1980; jedynie Przystanek Agaty doczekał się wznowienia, w 1984. Książka Zielarskie praktyki Agaty ukazała się w 1986 nakładem Wydawnictwa Łódzkiego i okazała się najczęściej wznawianym utworem Agnieszki Barłóg: w 1988 ukazało się drugie wydanie (w tym samym wydawnictwie), a w 1992 wydanie trzecie, rozszerzone i pod zmienionym nieco tytułem – Zielarskie praktyki. Dla zdrowia i urody (w warszawskim wydawnictwie "Anagram").
Przed II wojną światową Barłóg opublikowała opowiadania: Zbłąkana owieczka ("Wici", 1932, nr 138), Wszystkich Świętych ("Naprzód", 1933, nr 254), Opowieść góralska ("Naprzód", 1933, nr 297); cenzura nie dopuściła do druku noweli Co się dzieje w miejscowości P.? ("Po Prostu", 1937).
Po wojnie w miesięczniku kieleckim "Przemiany", w większości z podtytułem "Wspomnienia" lub "Proza", ukazały się: Mój, a nie mój (1971, nr 3), 17 marca (1971, nr 8), Pomór (1971, nr 12), Powrót (1972, nr 4), "Siadaj, mała zakonniczko!" (1972, nr 7), "Podać nazwiska - mąż będzie wolny" (1972, nr 10), W dziecięcej wiosce (1972, nr 12, z podtytułem "Kartki z Czechosłowacji"), Urszula (1973, nr 7), Wrzesień pod Wiślicą (1973, nr 9), Józek wrócił nad ranem (1974, nr 2), Manifest (1974, nr 8), Wigilia w mroku (1974, nr 12). Opowiadanie Syn, z podtytułem "Fragment większej całości", opublikowane zostało w "Słowie. Almanachu literackim" w 1984.